# Hudjefa I
Hudjefa, "lucka", är en pseudonym för en egyptisk farao under Egyptens andra dynasti som regerade omkring 2736–2734 f.Kr.
Hudjefa finns i regentlängderna Turinpapyrusen och Sakkaratabletten, men är inte ett namn på en farao utan indikerar att namnet saknas.
Hudjefa efterträdde Neferkasokar och efterträddes av Khasekhemwy.